# Ray Burke
Raphael Damian Patrick „Ray“ Burke (irisch: Rae de Búrca; * 30. September 1943 in Dublin) ist ein irischer Politiker der Fianna Fáil und ehemaliger Minister.

## Biografie
Ray Burke, ein ehemaliger Immobilienmakler, begann seine politische Laufbahn 1973, als er als Kandidat der Fianna Fáil erstmals zum Abgeordneten des Unterhauses (Dáil Éireann) gewählt wurde, wo er zunächst bis 1981 den Wahlkreis Dublin County North und danach den Wahlkreis Dublin North vertrat.
Premierminister (Taoiseach) Jack Lynch berief ihn im Juli 1978 zunächst zum Staatsminister im Ministerium für Industrie, Handel und Energie, ein Amt, das er auch unter Lynchs Nachfolger Charles Haughey bis zum Oktober 1980 ausübte. Anschließend war er bis zum Ende von Haugheys Amtszeit am 30. Juni 1981 Umweltminister.
Das Amt des Umweltministers übernahm er erneut im zweiten Kabinett von Haughey von März bis Dezember 1982. Als Haughey im März 1987 zum dritten Mal Premierminister wurde, berief dieser Burke erneut in sein Kabinett. Diesem gehörte er zunächst bis November 1988 als Energieminister und zugleich bis Februar 1991 als Kommunikationsminister an. Nach einer Regierungsumbildung wurde er im November 1988 dann auch Minister für Industrie und Handel. Bei einer weiteren Regierungsumbildung wurde er nach den Unterhauswahlen am 12. Juli 1989 Justizminister und hatte dieses Amt bis zum Ende von Haugheys Amtszeit am 11. Februar 1992 inne.
Am 26. Juni 1997 ernannte ihn Premierminister Bertie Ahern zum Außenminister. Bereits wenige Monate später trat er von diesem Amt am 7. Oktober 1997 zurück und verzichtete zugleich auf sein Mandat im Dáil Éireann, nachdem gegen ihn Korruptionsvorwürfe erhoben worden waren.
Während des gegen ihn geführten Prozesses wegen Steuerhinterziehung plädierte er im Juli 2004 auf „Schuldig“. Am 24. Januar 2005 wurde Ray Burke von einem Gericht zu einer Haftstrafe von 6 Monaten verurteilt; im Juni 2005 wurde er nach einer weitgehenden Strafverbüßung aus der Haft entlassen.